# Isla Irízar
La isla Irízar es una pequeña isla, de 0,8 kilómetros de largo, situada a 0,8 kilómetros al noreste de la isla Uruguay, en la parte noreste de las islas Argentina, frente a la costa oeste de la península Antártica.
Está cubierta de hielo y su costa norte está recortada en forma de anfiteatro. En el extremo noroeste hay una pingüinera.

## Historia y toponimia
Fue descubierta en 1904 por la Tercera Expedición Antártica Francesa, al mando de Jean-Baptiste Charcot, y nombrada por él en honor al almirante Julián Irízar de la Armada Argentina. Fue cartografiada por la Expedición Británica a la Tierra de Graham (BGLE), liderada por John Rymill, en febrero de 1935. Fue fotografiada desde el aire por la Falkland Islands and Dependencies Aerial Survey Expedition (FIDASE), en 1956-1957, y vuelto a cartografiar en 1958 por el Falkland Islands Dependencies Survey.

## Reclamaciones territoriales
Argentina incluye la isla en el departamento Antártida Argentina dentro de la provincia de Tierra del Fuego, Antártida e Islas del Atlántico Sur; para Chile forman parte de la comuna Antártica de la provincia Antártica Chilena dentro de la Región de Magallanes y de la Antártica Chilena; y para el Reino Unido integran el Territorio Antártico Británico. Las tres reclamaciones están sujetas a las disposiciones del Tratado Antártico.
Nomenclatura de los países reclamantes: 
- Argentina: isla Irízar[5][6]
- Chile: isla Irízar[7]
- Reino Unido: Irizar Island[4]